# Aragona
Aragona település Olaszországban, Szicília régióban, Agrigento megyében. Lakosainak száma 8766 fő (2023. január 1.). Aragona Agrigento, Campofranco, Casteltermini, Comitini, Favara, Grotte, Joppolo Giancaxio, Sant'Angelo Muxaro és Santa Elisabetta községekkel határos.

## Népesség
A település népességének változása:
| Lakosok száma | 9458 | 9409 | 8766 |
|               | 2017 | 2018 | 2023 |